# Paul Rom
Paul Rom, ehem. Paul Plottke, (* 2. März 1902 in Breslau; † 23. Februar 1982 in Tiberias) war ein deutscher Pädagoge, Psychotherapeut, Erziehungsberater und Vertreter der Individualpsychologie.

## Leben
Paul Plottke verbrachte seine Schul- und Studienjahre in Leipzig und wirkte von 1927 bis 1933 als Studienrat in der Öffentlichen Höheren Handelslehranstalt von Freital bei Dresden. 1930 trat er dem Dresdner Verein für Individualpsychologie bei und gründete 1932 eine Erziehungsberatungsstelle in Freital. Nachdem er für drei Monate in Schutzhaft genommen worden war, ging er erst nach Paris und dann von 1934 bis 1935 als Heilerzieher nach Athen. Anschließend studierte er 1936–1939 an der Sorbonne in Paris Germanistik und Psychologie. Thema seiner Diplomarbeit war „Die Hauptgestalten des Nibelungenliedes im Lichte der Vergleichenden Individualpsychologie Alfred Adlers“. 1935 initiierte er für die Adlerian Society UK und die International Association of Individual Psychology (IAIP) einen Newsletter (ab 1950: Individual Psychology News Letter (IPNL)) und blieb dessen Herausgeber bis zu seinem Tode.
Während des Zweiten Weltkrieges diente er zuerst 1939–1940 in der französischen Fremdenlegion und war dann 1940–1943 in Konzentrationslagern der Vichy-Regierung in Colomb-Béchar und Kenadsa in der nordafrikanischen Wüste interniert. Dort entstand sein Buch La Paix des Nerfs. 1943–1946 diente er in der Britischen Armee, davon 1945–1946 als Psychologie-Instruktor der Britischen Armee in Perugia, Italien. 1948 lehrte er für eine kurze Zeit Psychologie und Neurophysiologie am Collège Sainte-Barbe in Paris. Gelegentlich arbeitete der auch als Übersetzer von Schriften.
Nach dem Krieg ließ er sich in England nieder, wo er als Französisch-Lehrer und Psychologe in einer Heimschule für Jungen in Kent arbeitete. Später lebte er als Lehrer und Schriftsteller in London. 1978 wurde er zum Ehrenmitglied der Deutschen Gesellschaft für Individualpsychologie (DGIP) ernannt, von 1979 bis zu seinem Ableben im Jahr 1982 war er als beratender Herausgeber der Zeitschrift Gestalt Theory tätig.

## Leistungen
Plottke/Rom diente in erster Linie der pädagogisch-psychologischen Praxis. Auf allen Lebensstationen versuchte er, den Menschen die Individualpsychologie Adlers näherzubringen. Mit seinen Publikationen wollte er Menschen aufklären und ihnen helfen, sich ein besseres Leben einrichten zu können.

## Publikationen
(Paul Plottke):
- (mit Hermann Thurow): Muse und Arbeiter (Dämon Alkohol). R. Lipinski, Leipzig 1925
- Wider den Trunk! Stimmen der Dichter. Deutscher Arbeiter-Abstinenten-Bund, Berlin 1924. 2. erweiterte Auflage 1926
- (als Übersetzer): Auguste Forel –  Der wahre Sozialismus der Zukunft. Deutscher Arbeiter-Abstinenten-Bund, Berling 1926
- (als Übersetzer): Auguste Forel – Kleine Philosophie für jedermann. Kaden, Dresden 1928
- La paix des nerfs exposé d'une psychologie pratique. Éditions du Mont-Blanc, Genf 1943, 2. Auflage 1945

(von nun an als „Paul Rom“):
- Alfred Adler und die wissenschaftliche Menschenkenntnis. Waldemar Kramer Verlag, Frankfurt am Main 1966
- Sigmund Freud. Colloquium Verlag, Berlin 1966
- Qui était Sigmund Freund? Privat, Toulouse 1971
- Mitmenschlichkeit lernen mit dem eigenen Lebensstil. Angewandte Individualpsychologie. IVA, Initiative-Verlagsanstalt Polke, Internationale Taschenbücherei itb 003, Tübingen 1977, ISBN 3-88266-003-1
- Wer will schon gern neurotisch sein? Steinkopff Verlag, Darmstadt 1978, ISBN 978-3-7985-0490-5
- Traumdeutung und Selbsterziehung. Rex-Verlag, Luzern 1981, ISBN 3-7252-0386-5